# جلين سكوت
جلين سكوت (بالإنجليزية: Glenn Scott)‏ مواليد 19 سبتمبر 1991 في أستراليا، هو متسابق دراجات نارية أسترالي. نافس في سباقات بطولة العالم لفئة 125 سي سي. كما شارك في بطولة العالم للسوبرسبورت.

## روابط خارجية
- جلين سكوت على موقع MotoGP.com (الإنجليزية)
- جلين سكوت على موقع WorldSBK.com (الإنجليزية)